# Ræhr Sogn
Ræhr Sogn er et sogn i Thisted Provsti (Aalborg Stift).
I 1800-tallet var Hansted Sogn (Thisted Kommune) og Vigsø Sogn annekser til Ræhr Sogn. Alle 3 sogne hørte til Hillerslev Herred i Thisted Amt. Ræhr-Hansted-Vigsø sognekommune skiftede i 1964 navn til Hanstholm Kommune og blev ved kommunalreformen i 1970 kernen i en storkommune med samme navn. Ved strukturreformen i 2007 indgik Hanstholm Kommune i Thisted Kommune.
I Ræhr Sogn ligger Ræhr Kirke.
I sognet findes følgende autoriserede stednavne:
- Bavn (areal, bebyggelse)
- Borup (bebyggelse)
- Febbersted (bebyggelse, ejerlav)
- Hamborg (bebyggelse)
- Hedegårde (bebyggelse)
- Hjertebjerg Høj (areal)
- Krog (bebyggelse)
- Kælderhule (areal)
- Kællingdal (areal, bebyggelse)
- Kærtoft (areal)
- Nytorp (bebyggelse)
- Pugdal (bebyggelse)
- Ræhr (bebyggelse, ejerlav)
- Ræhr Sø (areal)
- Savbjerg (areal, bebyggelse)
- Sårup (bebyggelse, ejerlav)
- Trælshøje (areal)
- Øster Ræhr (bebyggelse)